# Vandtårnet Station
Vandtårnet Station, med undernavnet Ringvejen, er en letbanestation i Aarhus beliggende i bydelen Christiansbjerg. Stationen ligger på Randersvej ved krydset med Hasle Ringvej. Stationen er anlagt midt på vejen og består af to sideliggende perroner. De er anbragt på hver sin side af krydset med en placering umiddelbart efter dette set i forhold til køreretningen. Adgang sker via fodgængerfelterne i krydset. På hver perron er der en kort overdækning med bænke og en rejsekort-billetautomat.
Stationen er opkaldt efter Vandtårnet på Randersvej, der står overfor den nordlige perron. Et skilt på stationen fortæller, hvordan vandtårnet blev opført ved den daværende kommunegrænse i 1907-08 for at skaffe vand til den hastigt voksende by. Det 38 meter høje tårn blev taget ud af brug i 1980 men står stadig som et markant fikspunkt i området. Omgivelserne udgøres i øvrigt af Århus Akademi og af kvarterer med henholdsvis boligblokke og villaer.
Strækningen mellem Aarhus H og Universitetshospitalet, hvor stationen ligger, åbnede den 21. december 2017.